# Oxyodes clytia
Oxyodes clytia är en fjärilsart som beskrevs av Stoll 1782. Oxyodes clytia ingår i släktet Oxyodes och familjen nattflyn. Inga underarter finns listade i Catalogue of Life.